# Čertův Mlýn (Velká Polom)
Čertův Mlýn je samota v údolí potoka Kremlice, ve Vítkovské vrchovině na katastru obce Velká Polom v okrese Ostrava-město v Moravskoslezském kraji. Čertův mlýn se nachází severně od Velké Polomi a jižně od Háje ve Slezsku. Dříve se zde nacházel vodní Čertův mlýn (v minulosti nazývaný také U Čertovej báby), později zaniklý. Do roku 1990 se jednalo o část areálu střelnice, nyní se zde nachází restaurace s penzionem.

## Historie
Mlýn existoval v první polovině 17. století a byl vybudován s přístupností z přilehlých vesnic (mlynářské rody Kremliců a Blažejů). Po postavení větrných mlýnů ve Velké Polomi význam mlýna poklesl. V roce 1906 jej koupil Eduard Pešat. Ve 30. letech 20. století byl mlýn stržen. Na jeho místě byl postaven hotel a mlýn se stal výletním místem s občasnými kulturními akcemi. V roce 1951 bylo celé údolí zabráno Vítkovickými železárnami a vznikl zde vojenský prostor pro testování vojenských materiálů (zvláště pancéřování). V roce 1990 byl vojenský prostor zrušen a údolí mlýna bylo zpřístupněno veřejnosti a oblast se opět stala výletním místem.

## Další informace
K mlýnu vede několik turistických značek, cyklostezka a je tam také rybník a dětské hřiště.
V blízkosti se také nachází kopec Těškovice spjatý s místním skautingem, kopec Ostrá hůrka s Památníkem odboje Slezského lidu, kopec Padařov s bývalými vojenskými tvrzemi, bývalý důl Hlubečkova skála a také Národní památník 2. světové války v Hrabyni.

## Galerie

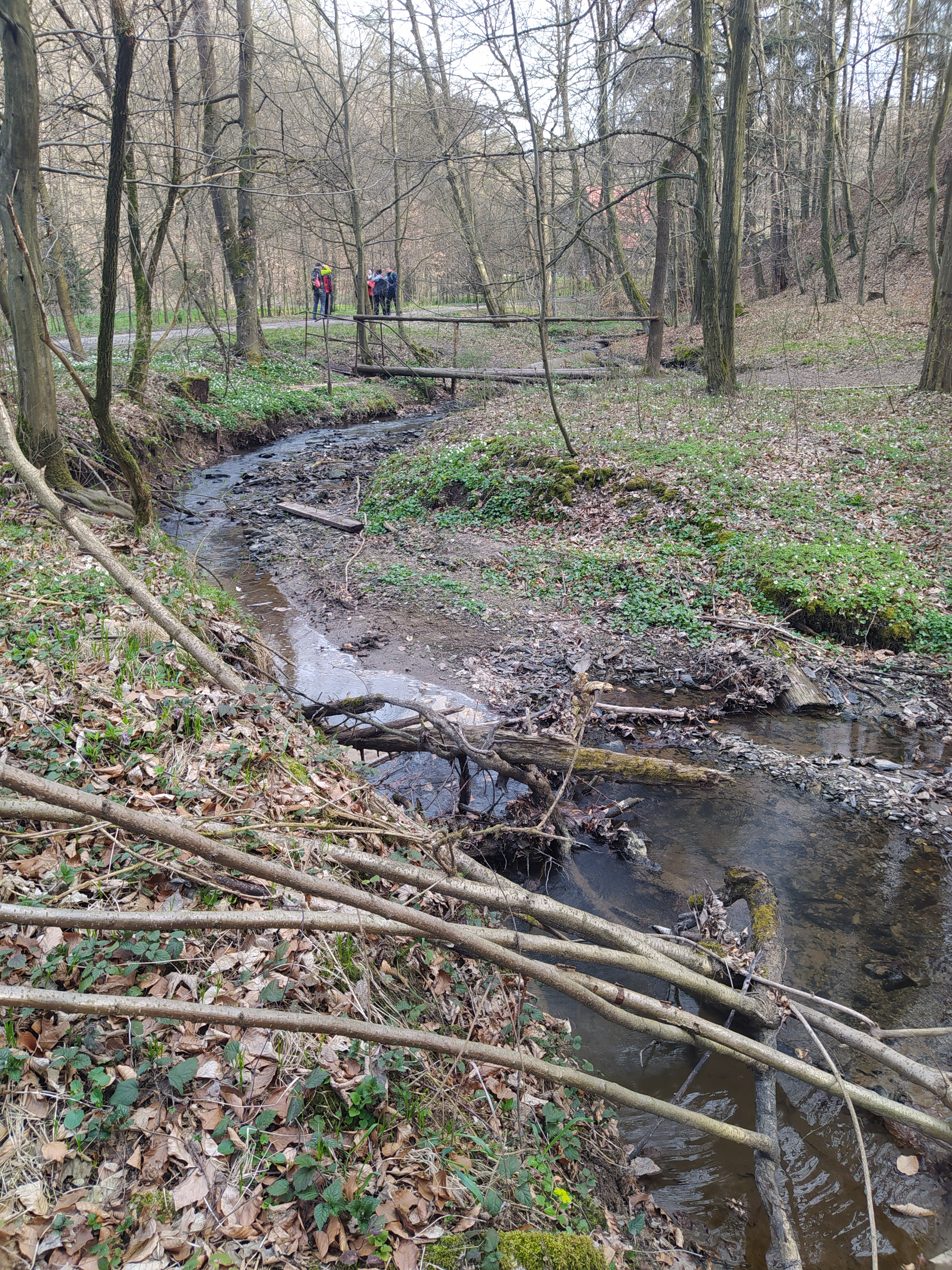
Meandrující potok Kremlice u Čertova Mlýna